# Orectognathus mjobergi
Orectognathus mjobergi är en myrart som beskrevs av Auguste-Henri Forel 1915. Orectognathus mjobergi ingår i släktet Orectognathus och familjen myror. Inga underarter finns listade i Catalogue of Life.